# Лучієнь (Арджеш)
Лучієнь, Лучієні (рум. Lucieni) — село у повіті Арджеш в Румунії. Входить до складу комуни Хиртієшть.
Село розташоване на відстані 109 км на північний захід від Бухареста, 36 км на північний схід від Пітешть, 136 км на північний схід від Крайови, 69 км на південний захід від Брашова.

## Населення
За даними перепису населення 2002 року у селі проживали 327 осіб, усі — румуни. Усі жителі села рідною мовою назвали румунську.